# Yüsra Geyik
Yüsra Geyik (Samsun, 21 giugno 1990) è un'attrice turca.

## Biografia
Nata nel 1990 a Samsun (Turchia) dalla madre Zeynep e dal padre Kerim Geyik, Yüsra dalla seconda elementare in poi ha studiato presso la scuola elementare 60.yıl Ataköy di Ataköy a Istanbul, dopo aver frequentato la prima elementare nella sua città natale per poi trasferirsi a Istanbul con la sua famiglia. In quarta elementare ha iniziato a seguire un corso di teatro nella sua scuola. Dopo aver completato l'istruzione primaria e secondaria ha deciso di iscriversi presso il dipartimento di grafica della facoltà di arte e design dell'Università Kültür di Istanbul, dove al termine degli studi ha conseguito la laurea.
Nel 2003, all'età di tredici anni, ha fatto la sua prima apparizione sul piccolo schermo nella serie televisiva Hayat Bilgisi. L'anno successivo, nel 2004, ha ricoperto il ruolo di Melis nella serie Yabancı Damat, seguita nel 2005 dalle serie Yumurcaklar Kampı e Nehir. La sua svolta importante è arrivata dal 2006 al 2020 con il ruolo di Zeliha "Zeliş" Çoban nella serie Arka Sokaklar. Nel 2018 ha fatto il suo esordio al cinema con il ruolo di Yeliz nel film Bebek Geliyorum Demez diretto da Hakan Ciga. Nello stesso anno ha recitato nello spettacolo teatrale Don Kişot'um Ben. Nel 2020 e nel 2021 ha vestito i panni di Melisa nella serie Camdakı Kız. Nel 2022 è apparsa nelle serie Bir Küçük Gün Işığı e Sadece Arkadasiz.
Nel 2023 ha interpretato il ruolo di Hilal nella serie Bozkır. Nel 2023 e nel 2024 ha ottenuto il ruolo di Yağmur Akın nella serie The Family (Aile), seguita nel 2024 dal ruolo di Rüya Emirkiran nella serie Taş Kağıt Makas. Nello stesso anno ha ricoperto il ruolo di Zeynep nel film Blue Cave (Mavi Mağara) diretto da Altan Dönmez e quello di Yadigar Leyla nel film Garip Bülbül Neşet Ertaş diretto da Berker Berki e Ömer Faruk Sorak. Nel 2024 e nel 2025 ha vestito i panni di Ceylan nella serie Bir Gece Masalı. Nel 2025 ha preso parte al cast del film Bi Umut diretto da Gökhan Ari.

## Filmografia

### Cinema
- Bebek Geliyorum Demez, regia di Hakan Ciga (2018)
- Blue Cave (Mavi Mağara), regia di Altan Dönmez (2024)
- Garip Bülbül Neşet Ertaş, regia di Berker Berki e Ömer Faruk Sorak (2024)
- Bi Umut, regia di Gökhan Ari (2025)

### Televisione
- Hayat Bilgisi – serie TV, 1 episodio (Show TV, 2003)
- Yabancı Damat – serie TV, 4 episodi (Kanal D, 2004)
- Yumurcaklar Kampı – serie TV, 4 episodi (ATV, 2005)
- Nehir – serie TV, 4 episodi (Kanal D, 2005)
- Arka Sokaklar – serie TV, 538 episodi (Kanal D, 2006-2020)
- Camdakı Kız – serie TV, 8 episodi (Kanal D, 2020-2021)
- Bir Küçük Gün Işığı – serie TV, 1 episodio (ATV, 2022)
- Sadece Arkadasiz – serie TV, 1 episodio (Exxen, 2022)
- Bozkır – serie TV, 8 episodi (BluTV, 2023)
- The Family (Aile) – serie TV, 30 episodi (Show TV, 2023-2024)
- Taş Kağıt Makas – serie TV, 16 episodi (Kanal D, 2024)
- Bir Gece Masalı – serie TV, 6 episodi (ATV, 2024-2025)

## Teatro
- Don Kişot'um Ben (2018)

## Doppiatrici italiane
Nelle versioni in italiano dei suoi film e delle sue serie TV, Yüsra Geyik è stata doppiata da:
- Giulia Franceschetti[38] in The Family[39]
- Isabella Benassi[40] in Blue Cave[41]

## Riconoscimenti
- Golden Palm Awards
  - 2023: Candidata come Miglior attrice non protagonista in una serie televisiva per The Family (Aile)